# Максимович, Горан
Го́ран Макси́мович (серб. Горан Максимовић; род. 27 июля 1963, Ягодина, Югославия) — югославский и сербский стрелок, специализировавшийся в стрельбе из винтовки. Олимпийский чемпион Сеула, трёхкратный чемпион Европы.

## Карьера
В начале 1980 годов Максимович выиграл две медали на молодёжных первенствах Европы. В 1982 году в Риме он стал третьим в стрельбе из винтовки лёжа, а год спустя в Бухаресте стал вторым в стрельбе из трёх позиций.
В 1984 году в составе сборной Югославии Максимович впервые в карьере выступил на Олимпийских играх, но не добился на них особого успеха.
Спустя четыре года, на Играх в Сеуле, Максимовичу не было равных в стрельбе из пневматической винтовки. С Олимпийским рекордом он выиграл квалификацию, и в финальном раунде отстоял своё преимущество, обойдя ближайшего соперника более чем на балл. Золото Максимовича стало для него единственной Олимпийской наградой, несмотря на то, что он выступил на пяти подряд Олимпиадах. Ближе всего ко второй Олимпийской медали он подошёл в Атланте, где стал четвёртым в стрельбе из мелкокалиберной винтовки из трёх положений.
За свою карьеру Горан Максимович не завоёвывал медалей чемпионатов мира. Лучший его результат на мировых первенствах — пятое место в 1994 году в Милане в стрельбе лёжа из мелкокалиберной винтовки. На чемпионатах Европы завоевал в сумме 6 медалей, из которых 3 золотые.
Дочь Горана Максимовича — Ивана — пошла по стопам отца, стала стрелком и на Олимпиаде в Лондоне завоевала серебро в стрельбе из трёх позиций. В настоящее время Максимович является главным тренером сборной Сербии по пулевой стрельбе.

## Выступления на Олимпийских играх
| Игры              | Винтовка из 3 позиций 50 метров | Винтовка лёжа 50 метров | Пневматическая винтовка 10 метров |
| ----------------- | ------------------------------- | ----------------------- | --------------------------------- |
| Лос-Анджелес-1984 | 17                              | 42                      | —                                 |
| Сеул-1988         | 8                               | 11                      | 1                                 |
| Барселона-1992    | 17                              | 31                      | 5                                 |
| Атланта-1996      | 4                               | 20                      | 15                                |
| Сидней-2000       | —                               | 35                      | —                                 |